# Hellingen (Heldburg)

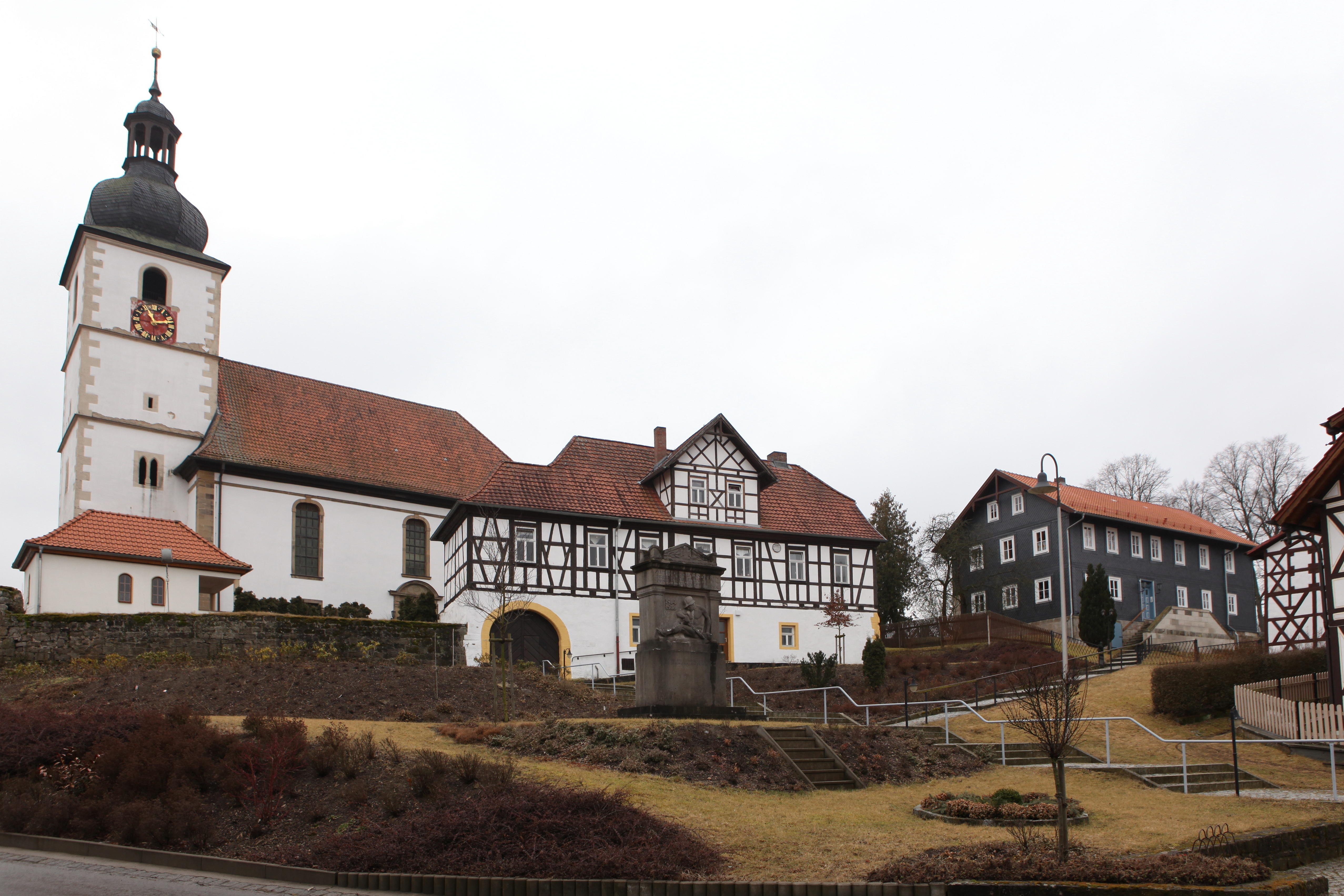
Evangelische Kirche St. Michael in Hellingen

Hellingen ist ein Stadtteil der Stadt Heldburg im Heldburger Land im Landkreis Hildburghausen im fränkisch geprägten Süden von Thüringen.

## Nachbargemeinden
Die Gemeinde grenzte vor ihrer Auflösung an die Stadt Bad Colberg-Heldburg sowie an die Gemeinden Schweickershausen und Gompertshausen in Thüringen, Trappstadt, Sulzdorf an der Lederhecke und Maroldsweisach in Unterfranken sowie an die Stadt Seßlach in Oberfranken.

## Geschichte
Hügelgräber und archäologische Funde weisen auf die früheste Besiedlung des Ortes hin. Nach der fränkischen Landnahme werden im Codex Eberhardi, einer Urkundensammlung des Klosters Fulda aus der Regierungszeit Karls des Großen, deren überlieferte Kopien um 1140 entstanden, zahlreiche Orte des Grabfeldgaus erstmals genannt. Darunter helidungum, unser heutiges Hellingen (Urkunde 507 vom 17. Oktober 837 und Urkunde 520 vom 2. Oktober 838). Damit ist Hellingen neben Westhausen (776 uuesthus) die zweitälteste Siedlung des Heldburger Landes.
Ab 1151 sind die begüterten Herren von Hellingen bekannt. Sie standen in Diensten der Herren von Henneberg. Wo sie residierten, ist nicht überliefert. Später sind die Herren von Schott genannt, die 1515 die viertürmige und vierflügelige Wasserburg im Westen des Ortes errichteten. 1562 erwarb Konrad von Grumbach, Sohn von Wilhelm von Grumbach, die Wasserburg, die 1601 an die Familie von Rußwurm überging. Ende des 17. und 18. Jahrhunderts wurde die Burg in ein Schloss umgebaut. 1873 brach man Teile der Anlage ab, um an die darunter befindliche Eichenholzgründung heranzukommen und die zu verkaufen. Erhalten blieb der reparaturbedürftige  Ost- und Südflügel. Der ehemals befestigte Kirchhof liegt im Süden des Ortes.
Im Jahre 1970 wurde im Ort ein Denkmal für den russischen Revolutionär  Wladimir Iljitsch Lenin aufgestellt. Neben einer Reliefplastik seines Porträts enthält es ein Lenin-Zitat als Inschrift: „Lernen, lernen und nochmals lernen“. Nachdem im Jahre 1999 der Gemeinderat einen Beschluss gefasst hatte zur Bestandserhaltung dieses Denkmals, initiierte der CDU-Bürgermeister 2015 einen Antrag an den Gemeinderat, das Lenin-Denkmal durch ein Schiller-Denkmal zu ersetzen. Die Bürger der Gemeinde sammelten dagegen jedoch so viele Unterschriften zum Erhalt des Lenin-Denkmals, dass der Gemeinderat am 9. Juni 2015 beschloss, an der Entscheidung von 1999 festzuhalten.
Am 1. Januar 2019 schlossen sich die Gemeinde Hellingen mit der Stadt Bad Colberg-Heldburg und der Gemeinde Gompertshausen zur neuen Stadt Heldburg zusammen. Die Gemeinde Hellingen gehörte der Verwaltungsgemeinschaft Heldburger Unterland an. Ortsteile der Gemeinde waren Hellingen, Rieth, Albingshausen, Käßlitz, Poppenhausen und Volkmannshausen. Hellingen war die südlichste Gemeinde Thüringens.

## Politik
Der Rat der Gemeinde Hellingen bestand zuletzt aus zwölf Ratsfrauen und Ratsherren und dem Bürgermeister Christopher Other (CDU). Other setzte sich am 25. Mai 2014 mit 367 Stimmen (57,3 %) gegen Axel Beyer (SPD) durch, der mit 273 Stimmen (42,7 %) unterlag.
- CDU 4 Sitze
- SPD 2 Sitze
- Freie Wähler 4 Sitze
- FFw 2 Sitze

(Stand: Kommunalwahl am 25. Mai 2014)

## Persönlichkeiten
- Johannes Rosa (1532–1571), Historiker, Moralphilosoph und lutherischer Theologe
- Lorenz Reinhard (1700–1752), lutherischer Theologe, Geistlicher und Gymnasiallehrer
- Ludwig Daniel Heyd (1743–1801), Hofmaler
- Ernst Sellner (1826–1899), Landwirt, Mitglied der Bayerischen Abgeordnetenkammer

## Trivia
Zur 1225-Jahr-Feier des Ortes 2008 wurde in der alten Schule an der Kirche mit über tausend Stunden Arbeit ein Heimatmuseum eingerichtet.